# MIRAB

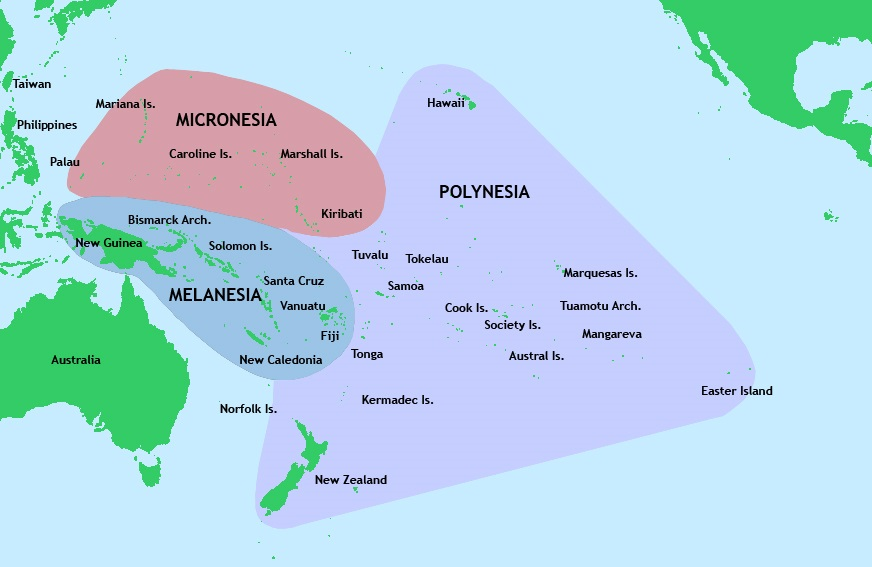
太平洋諸島の地図。「MIRAB」は、これらの地域で一般的に見られる経済構造を表す。

MIRAB（ミラブ）とは、太平洋諸島の経済構造および社会状況を表すために用いられる概念である。移民（Migration）、送金（Remittance）、開発援助（Aid）、官僚制度（Bureaucracy）の頭字語であり、（旧）宗主国を中心に海外に向けて労働移民を送り出し、彼らからの送金および海外からの経済援助を主要な収入源とし、官僚制度を経済援助の分配装置とする同地域の一般的な経済構造を指す。

## 理論
「MIRAB」の語は、経済学者のジェフ・バートラム（Geoff Bertram）とレイ・ワターズ（Ray Watters）が1984年におこなった、ニュージーランドの対太平洋諸島政策に関する研究プロジェクトを通して考案されたものである。彼らは、太平洋諸島（クック諸島・ニウエ・トケラウ・キリバス・ツバル）の経済は移民からの仕送りや開発援助といった外部資金を中心に成り立っていると論じ、これらの地域に輸出産業と民間事業を重視する従来の経済アプローチを当てはめることは難しいことを指摘した。
MIRAB経済モデルは、特にポリネシアやミクロネシアにおいて顕著に見られ、メラネシアには適用しにくい。これは、メラネシアが太平洋の他地域と比較して、人口および天然資源が比較的豊富であることに起因する。一方で、メラネシアの島嶼部と本土部の関係にみられる移民と仕送りの構造は、ポリネシア諸国と国外諸国との関係と類似している。
バートラムらは、援助と海外送金に依存する太平洋諸島の経済を肯定的に評価した。彼らはレント収入に批判的な従来の開発理論を批判し、太平洋諸島のような自律的開発が困難なミニ国家において、地域経済を現実的に維持するためにMIRAB経済は十分に有効であると論じた。また、この議論においては、太平洋諸島においてはそもそも伝統的な共同体制度にもとづく自給自足的な生業活動が成り立っており、国内の産業開発をともなわないMIRAB経済は、こうした自足的な経済システムを破壊しないというメリットがあることが注目された。従来の経済論においては、こうした経済状態は他国への「従属」を意味する不健全な状態として理解されたが、同議論においては太平洋諸国における「従属」と「自立」が対立的なものではなく協調的なものとして理解された。こうした観点は、従来の経済発展論にはみられないものであった。

## 背景
本節では、MIRAB経済を成立させる「移民による海外送金」「多額の開発援助と官僚制度」について説明する。

### 移民による海外送金

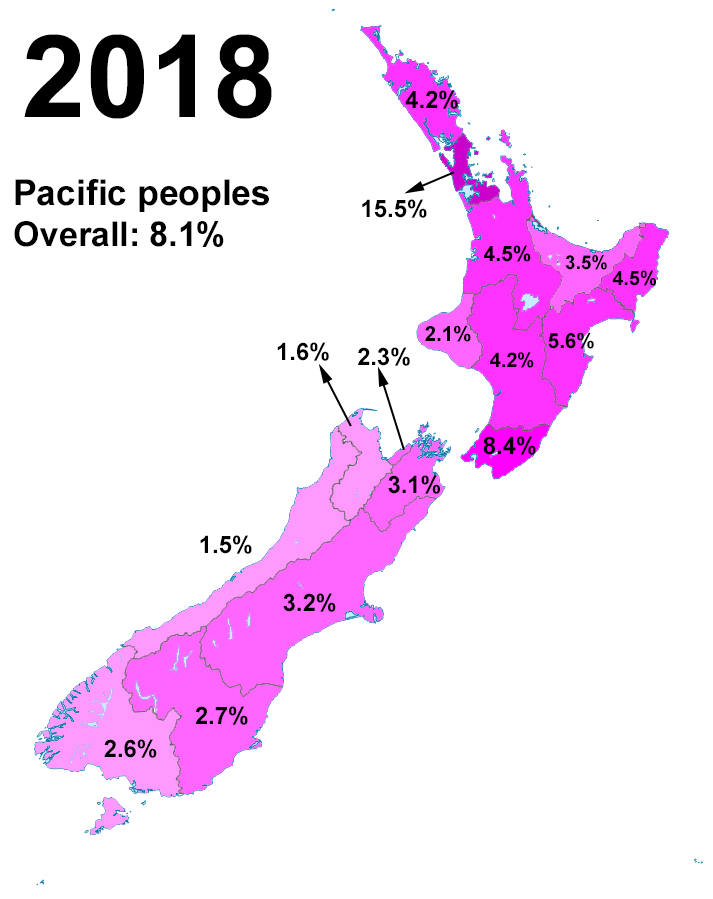
ニュージーランドの人口にしめる太平洋諸島出身者（2018年）

太平洋諸島の労働者の多くは、地理的・政治的に近い大国に移民し、不熟練労働で生計を立てる。彼らは故郷に送金をおこなうが、これは同地域の経済の基盤のひとつとなっている。ポリネシアにおいては、ニュージーランドとオーストラリアの移民政策がこの状況に強く影響している。また、ミクロネシアにおいては同様の地位をアメリカがしめている。
ニュージーランドは、戦後の経済政策にもとづき、植民地から多くのポリネシア系労働者を受け入れた。1950年代にはすでにクック諸島の人口にしめる20％、サモアの人口にしめる10％がニュージーランドに移住していた。また、イギリスの保護領であり、従来ニュージーランドとの関係が薄かったトンガも1965年に同国と労働協約を結び、移民の送り出し国となった。1987年に制定された移民法は、トンガとサモアの移民に家族の呼び寄せを認めるものであり、同法の施行により、両国からのニュージーランドへの移民はさらに増加した。また、アメリカにおいても同年、同様の法律が施行されたため、アメリカ領サモアへの出稼ぎ労働者も急増した。また、1970年代にはオーストラリアが従来の白豪主義を撤廃し、海外からの移民を積極的に受け入れはじめた。また、アメリカ合衆国の信託統治領であったパラオとミクロネシア連邦においては、グアムやサイパンへの移民が積極的におこなわれている。
こうした移民による本国への仕送りは、太平洋諸国の経済において重要な役割を果たしている。2013年の研究によれば、ニュージーランドの認定期間労働者（Recognised Seasonal Employer）は平均して1人あたり5500ニュージーランド・ドルを送金していると推計されており、世界銀行は2022年のトンガにおける国内総生産の44％、サモアの国内総生産の34％が送金によるものであると発表している。一方で、こうした労働者の海外流出は、太平洋地域における自給農業にたずさわる人口を不足させるとともに、国内の物価を実際の経済状況に見合わない水準に高め、輸出競争力をそこなわせるという問題が指摘されている。

### 多額の開発援助と官僚制度

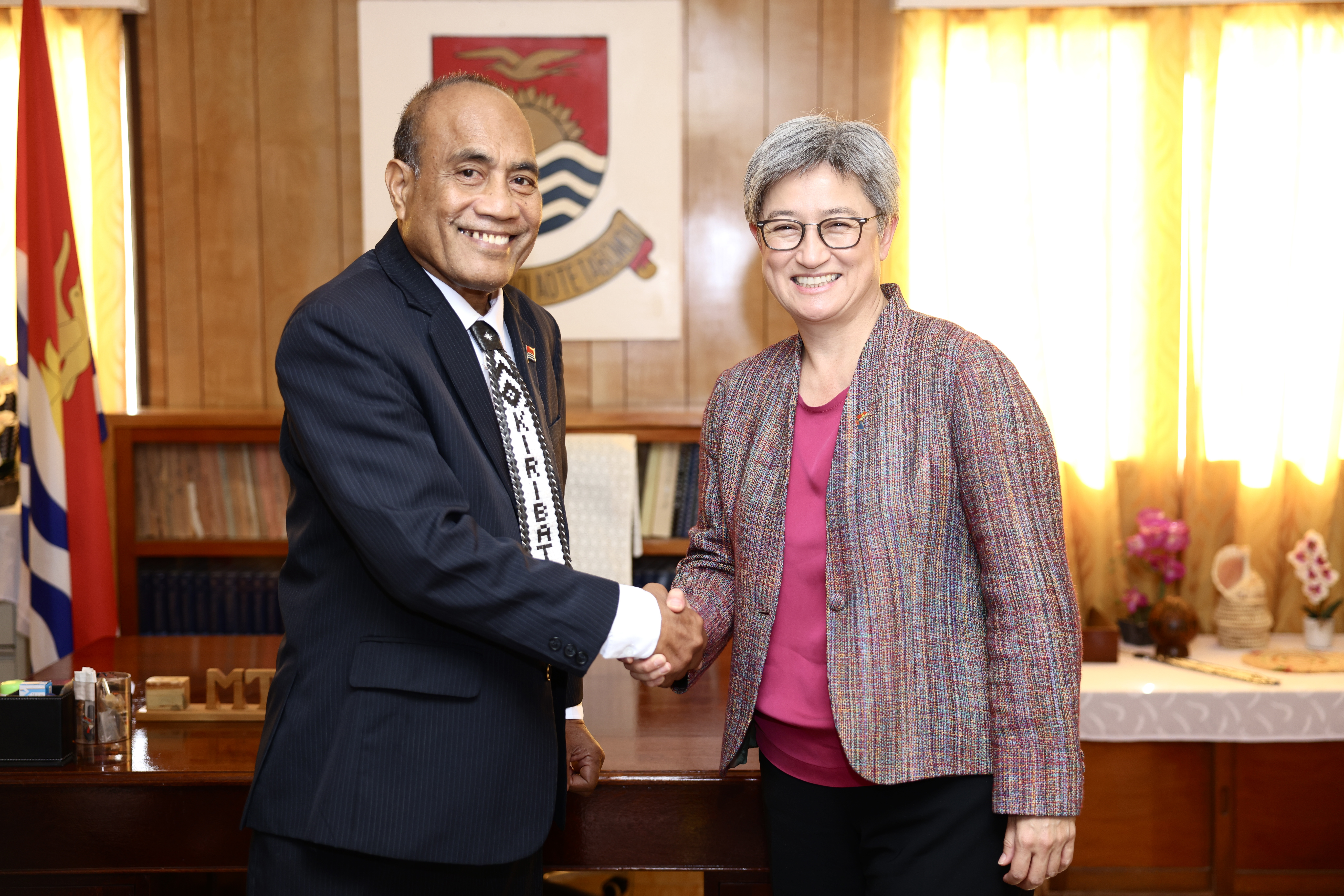
オーストラリア外務大臣ペニー・ウォンとキリバス大統領タネスィ・マアマウ（2023年）

宗主国や地域大国からもたらされる援助は、太平洋諸島の脆弱な経済基盤を補助する役割を果たす。2007年から2016年までの太平洋諸国における政府歳入と補助金の総計のうち、開発援助は平均28.8%をしめている。太平洋諸国は広大な排他的経済水域を有しており、このことは、同地域の政府が漁業や海底鉱物資源のみならず、援助供与国の安全保障政策という側面からも強い関心を向けられている理由となっている。ベルナール・ポワリン（Bernard Poirine）は太平洋諸島にはその地政学的重要性ゆえ、人口に見合わない援助が流入していること、また、ゆえに国民ひとりあたりの援助額は、島嶼国の人口と反比例の関係にあることを指摘した。
太平洋諸島の雇用はきわめて小さいものであるため、多くの政府は人口に比して非常に大きい官僚機構を構築し、公務員への給与というかたちで援助を再分配する。バートラムらによる1985年の研究によれば、クック諸島では給与雇用者のうち52％、キリバスでは80％、ニウエでは85％、トケラウでは90％が政府セクターによるものであった。また、パラオにおいては総労働人口の17.7％にあたる1700人が公務についており、これは小売業の従事者よりも多い。

## 批判と展開

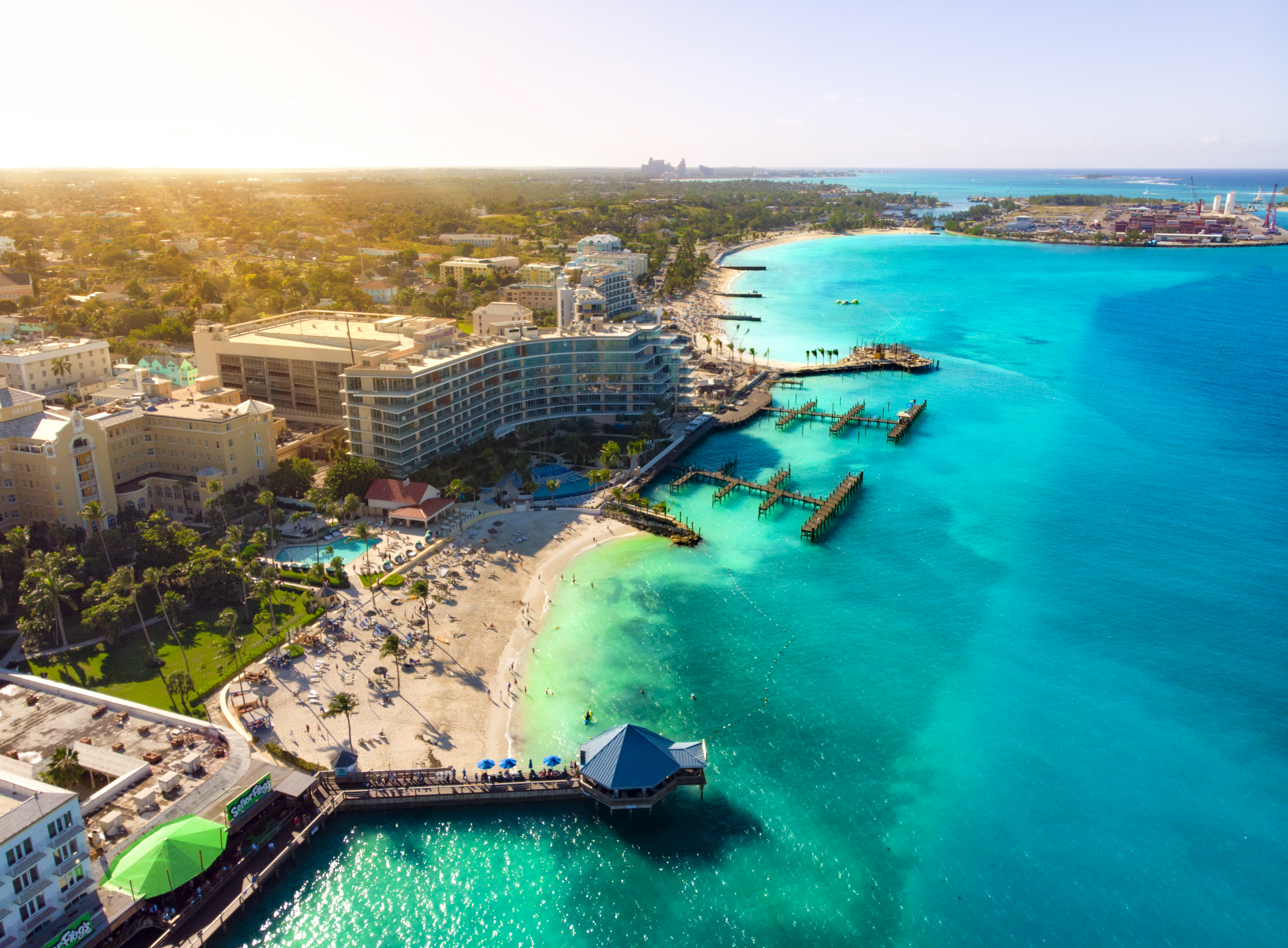
金融業と観光業を主要産業とするバハマのような島嶼国には、MIRABモデルを当てはめることは難しい。

太平洋地域の研究においてMIRABは一般的なモデルとなっている一方で、こうした経済システムが持続可能なものであることは証明されていない。MIRABを肯定的に評価する意見への反論として、援助の村落経済に対する悪影響が適切に評価されていないこと、MIRABが農業経済の発展可能性を無視したものであること、民族誌的実証の不完全さなどが指摘されている。ジョン・フレンケル（Jon Fraenkel）はMIRABモデルについて、一部の島嶼経済を記述する上では有用であるが、将来的な経済発展を論じるものとしては不十分であり、政策提言に用いることができるほど明瞭なものではないと論じている。
また、MIRABモデルは島嶼国家の経済構造を完全に説明することができないという立場から、これを代替・補完するモデルも考案されている。たとえば、2006年にジェローム・マキロイ（Jerome L. McElroy）は、インバウンド観光に大きく依存する島嶼経済を説明するため「SITEs（Small Island Tourist Economies）」という用語を用いた。また、同年にゴッドフリー・バルダッキーノ（Godfrey Baldacchino）は「PROFIT」モデルを提案した。これは個人的配慮（People considerations）、資源管理（Resource management）、外交関係（Overseas engagement）、財務および保険・税制（Finance, insurance and taxation）、交通運輸（Transportation）の頭字語である。同モデルはオフショア銀行やタックス・ヘイヴン、便宜置籍、軍事基地などを経済基盤としている島嶼を説明する上で有用である。一方で、こうしたカテゴリー化はそれぞれの地域が有する政治的背景を単純化するものであるとして、これらの頭字語の利用を慎重視する意見もある。

### 太平洋諸島以外への適用
MIRAB経済は太平洋諸島以外においてもみられるものであるという指摘が存在する。たとえば、大西洋のカーボベルデ、セントヘレナ、サントメ・プリンシペ、カリブ海の米領ヴァージン諸島、サンピエール島・ミクロン島、グアドループ、マルティニーク、インド洋のマヨット、コモロなどがその例として挙げられる。また、島嶼国家以外についても、レソトといった小規模な内陸国においてもMIRABが適用可能であるとする意見がある。